# Alghero
Alghero je italské město v severozápadní části ostrova Sardinie, na pobřeží Středozemního moře, v provincii Sassari. V roce 2014 žilo ve městě 43 440 obyvatel. Alghero je známé svou zachovanou historickou částí, opevněným starým městem a je oblíbenou a významnou turistickou destinací v rámci Itálie a Evropy.
Jméno Alghero pochází ze středověkého latinského Aleguerium, což je označení pro mořské řasy.
Druhým oficiálním úředním jazykem v Algheru je katalánština. Důvodem je historické obléhání a dobytí města španělsko-katalánským vojskem ve 14. století.

## Město a památky
Alghero leží v zálivu Rada di Alghero, historická část starého město leží na výběžku pevniny do moře. Město je opevněné hradbami a chráněné baštami. Nejvýznamnější stavbou Alghera je gotická katedrála Santa Maria z let 1562 až 1579 s portálem v aragonském slohu. K dalším významným stavbám náleží kostel San Francesco z druhé poloviny 14. století s románskou křížovou chodbou (přestavován v 16. století, zvonice je z téže doby), městská brána Torre dell Portal ze druhé poloviny 14. století, Pallazo d'Albis - ukázka typické aragonské architektury 16. století nebo divadlo Teatro Civico z poloviny 19. století.

## Okolí města
Vhodným výletem z Alghera mohou být vápencové skály na mysu Capo Caccio s krápníkovou jeskyní Grotta di Nettuno, vzdálené 25 km od Alghera. Dále písečné pláže mezi menšími městy Fertilia a Maristella. Případně vzdálenější letovisko a město s jedněmi z nejhezčích pláží na Sardinii Stintino, 55 km.

### Fotogalerie

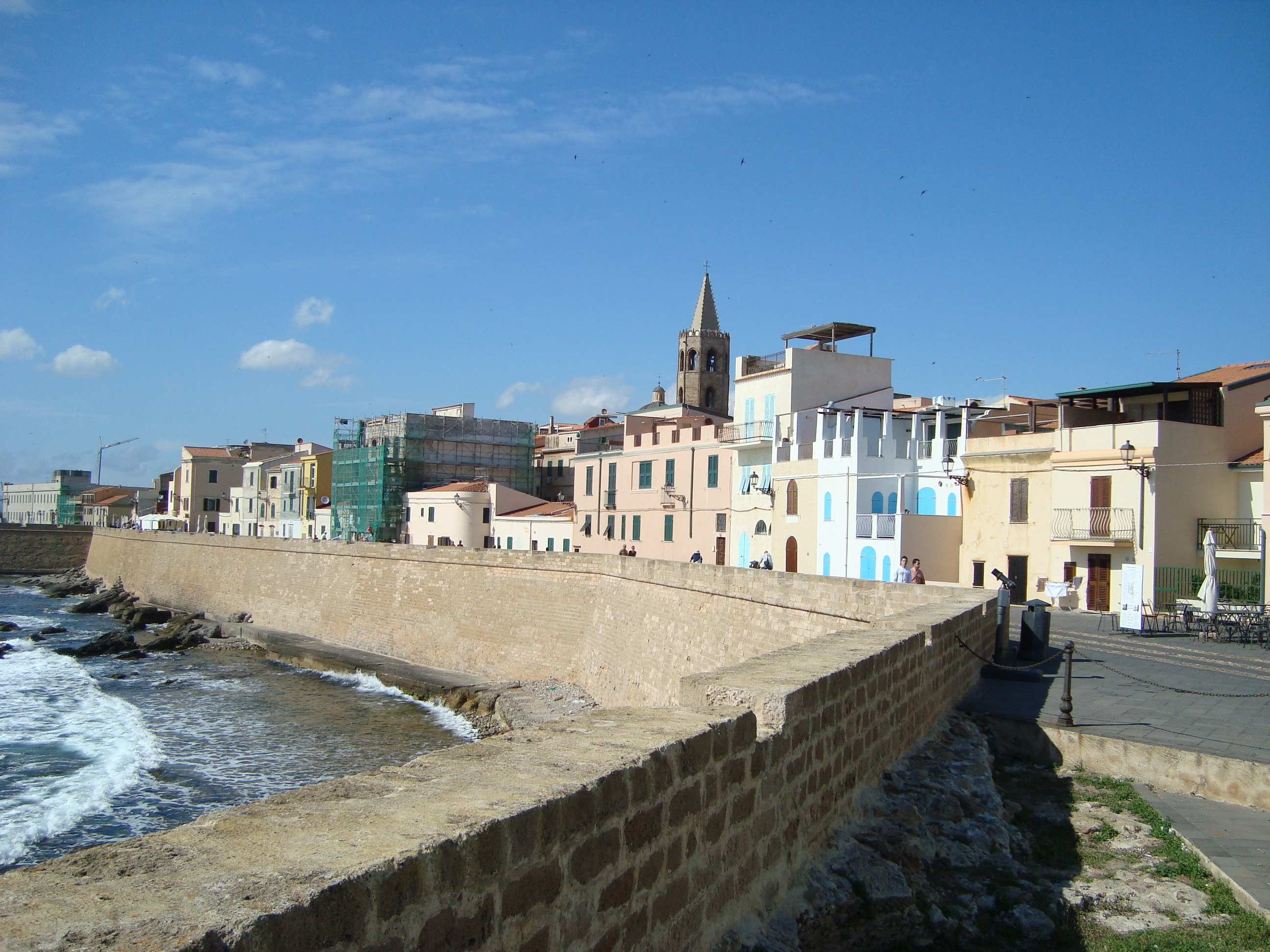
staré město, Alghero
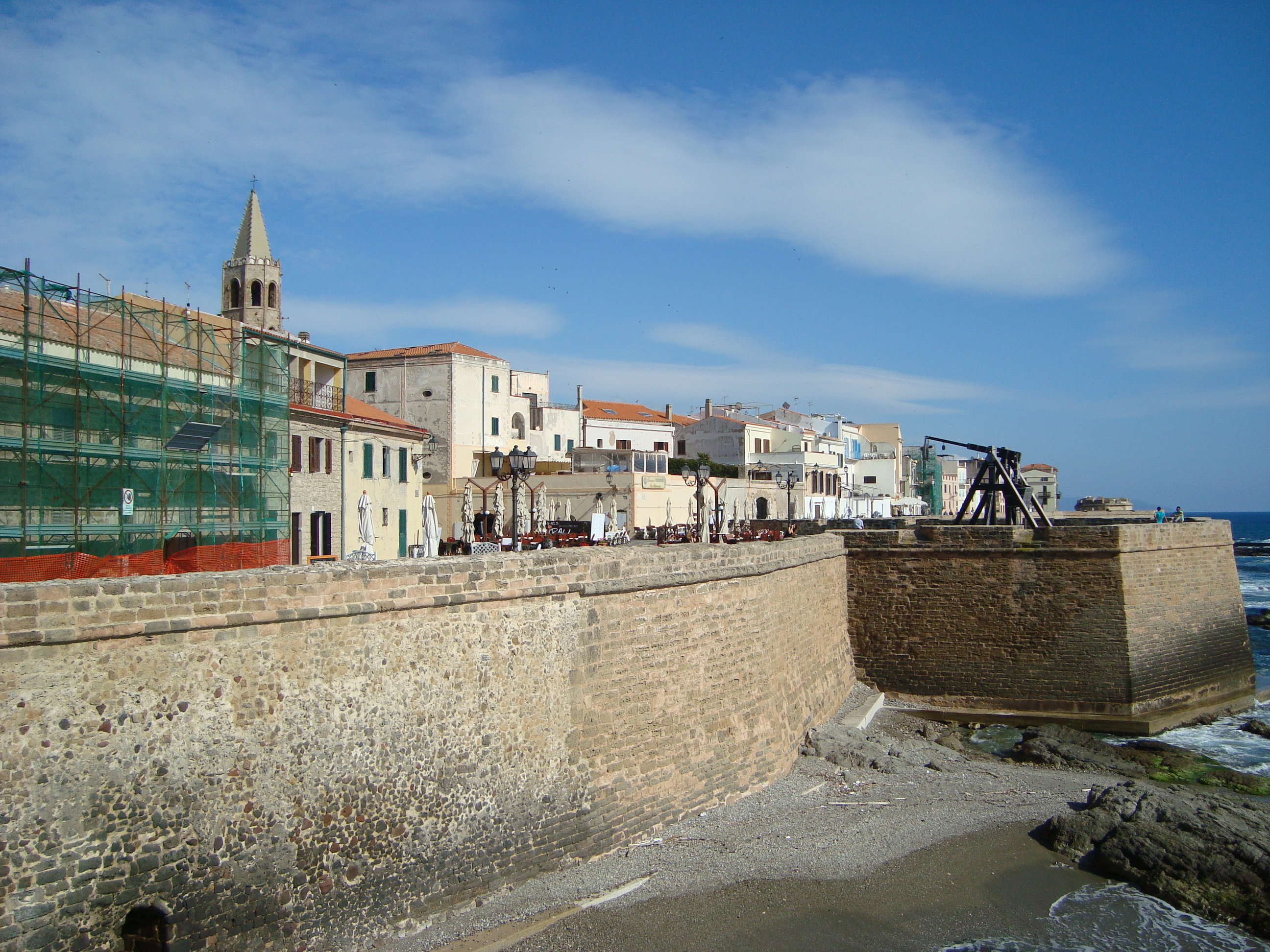
hradby starého města
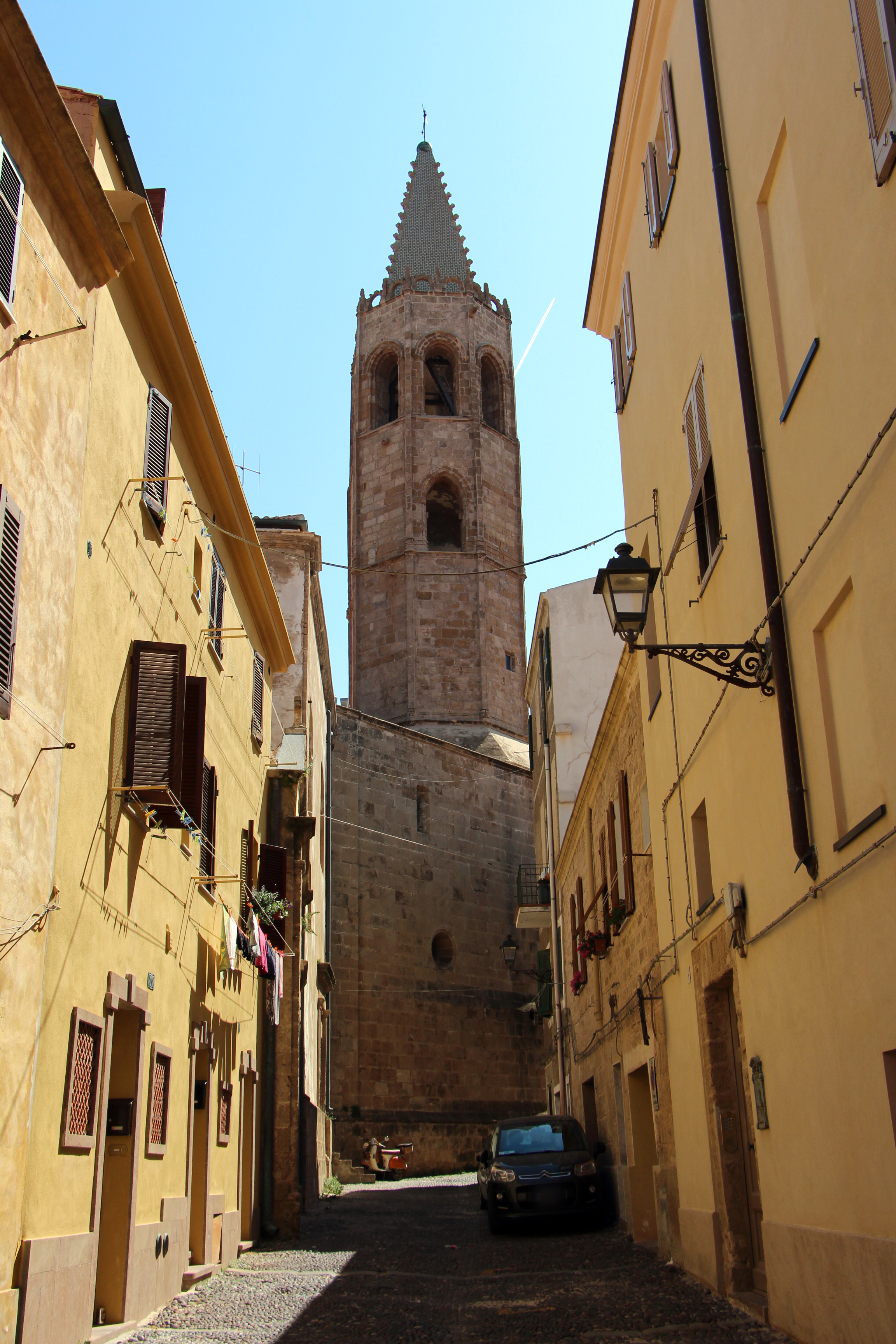
katedrála Santa Maria di Alghero
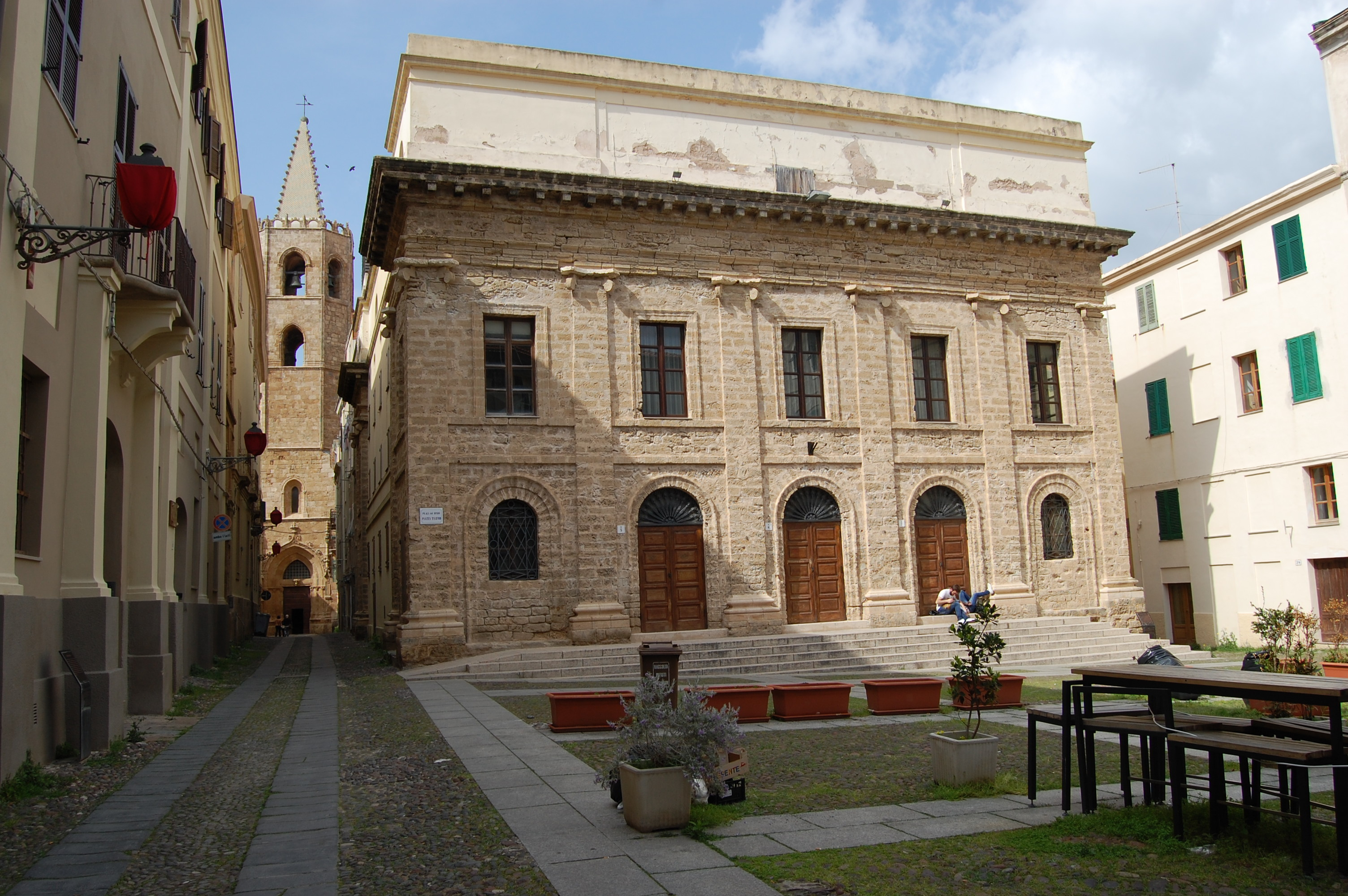
divadlo, Teatro Civico
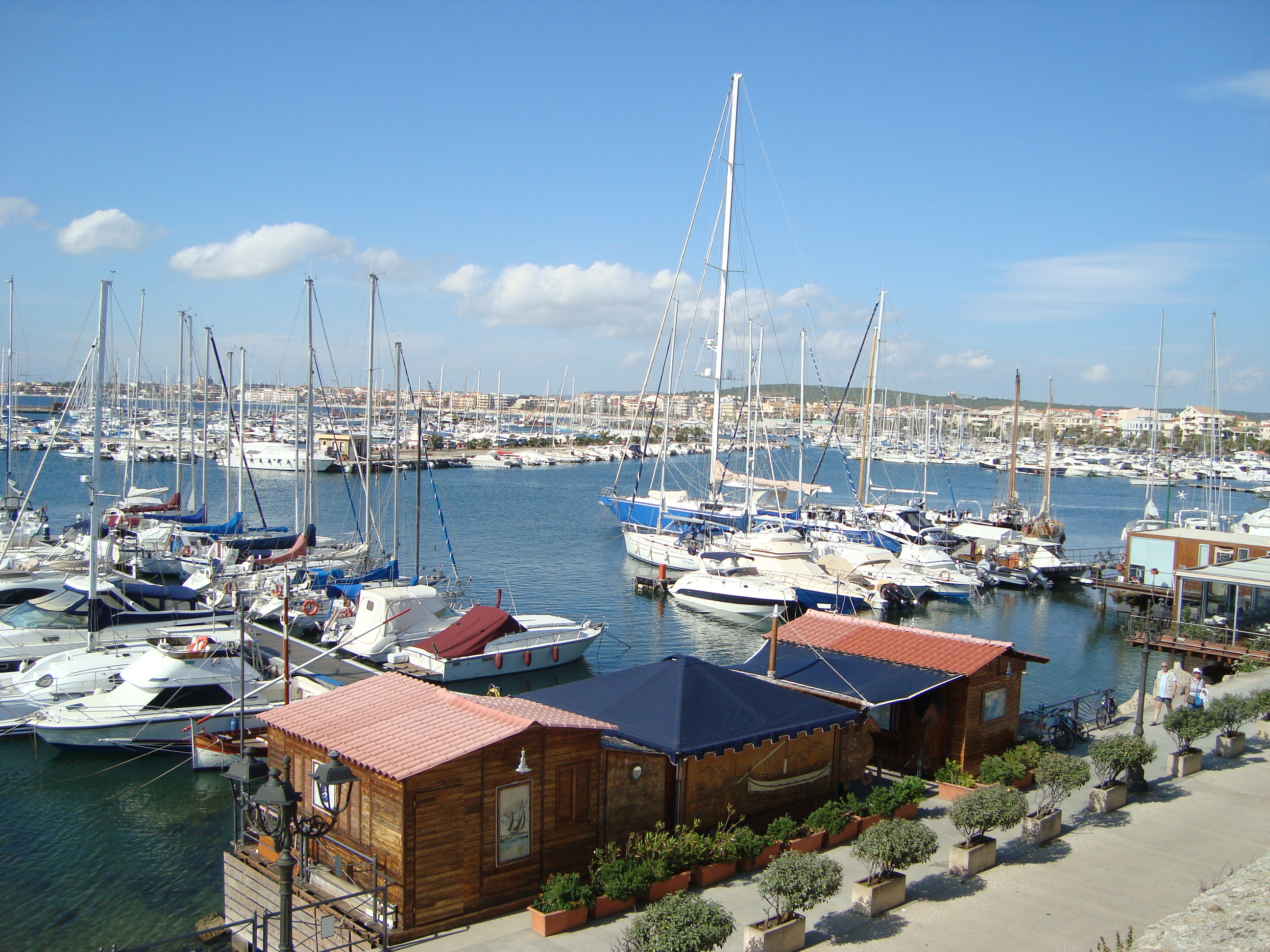
přístav
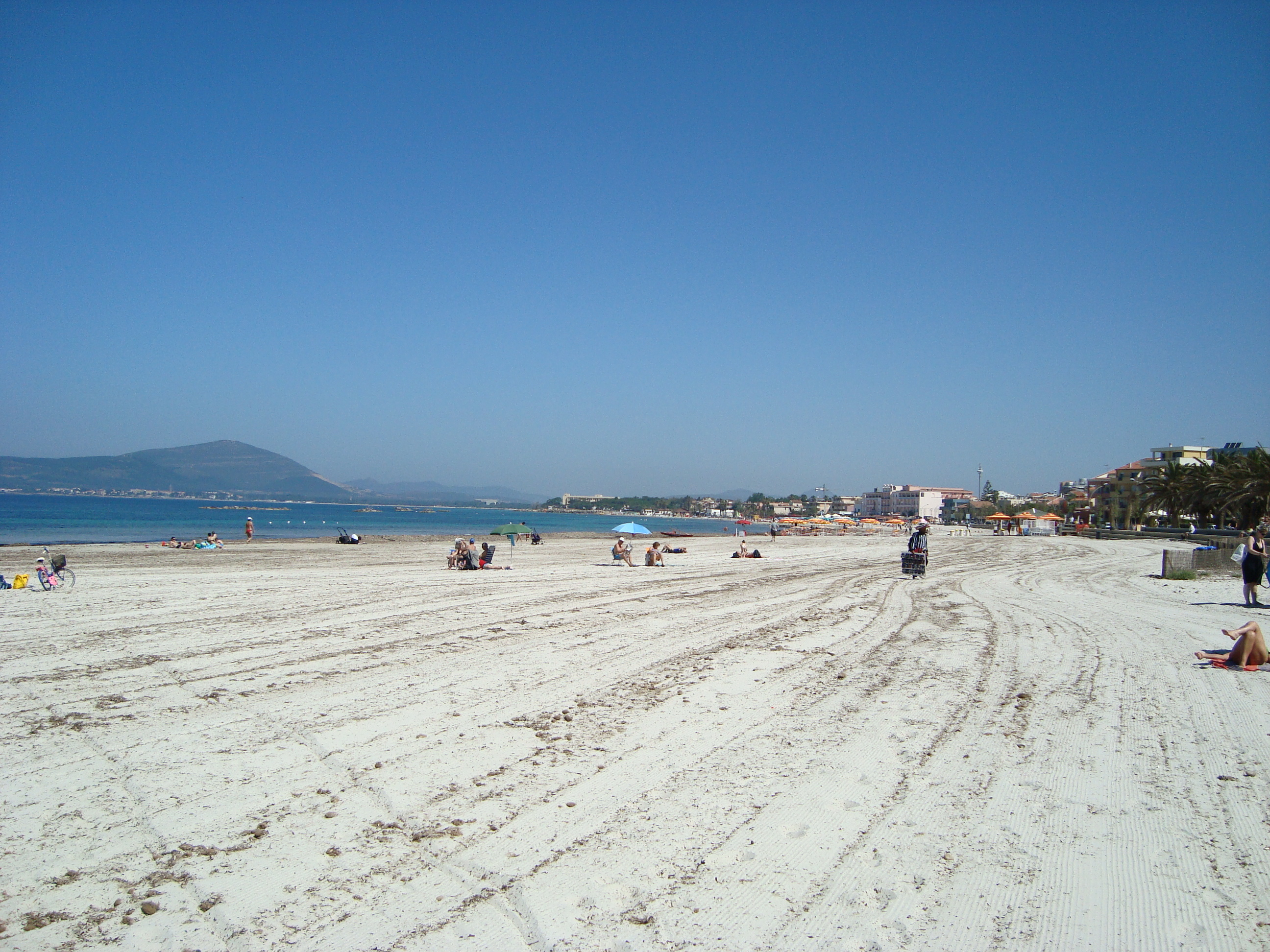
městská pláž
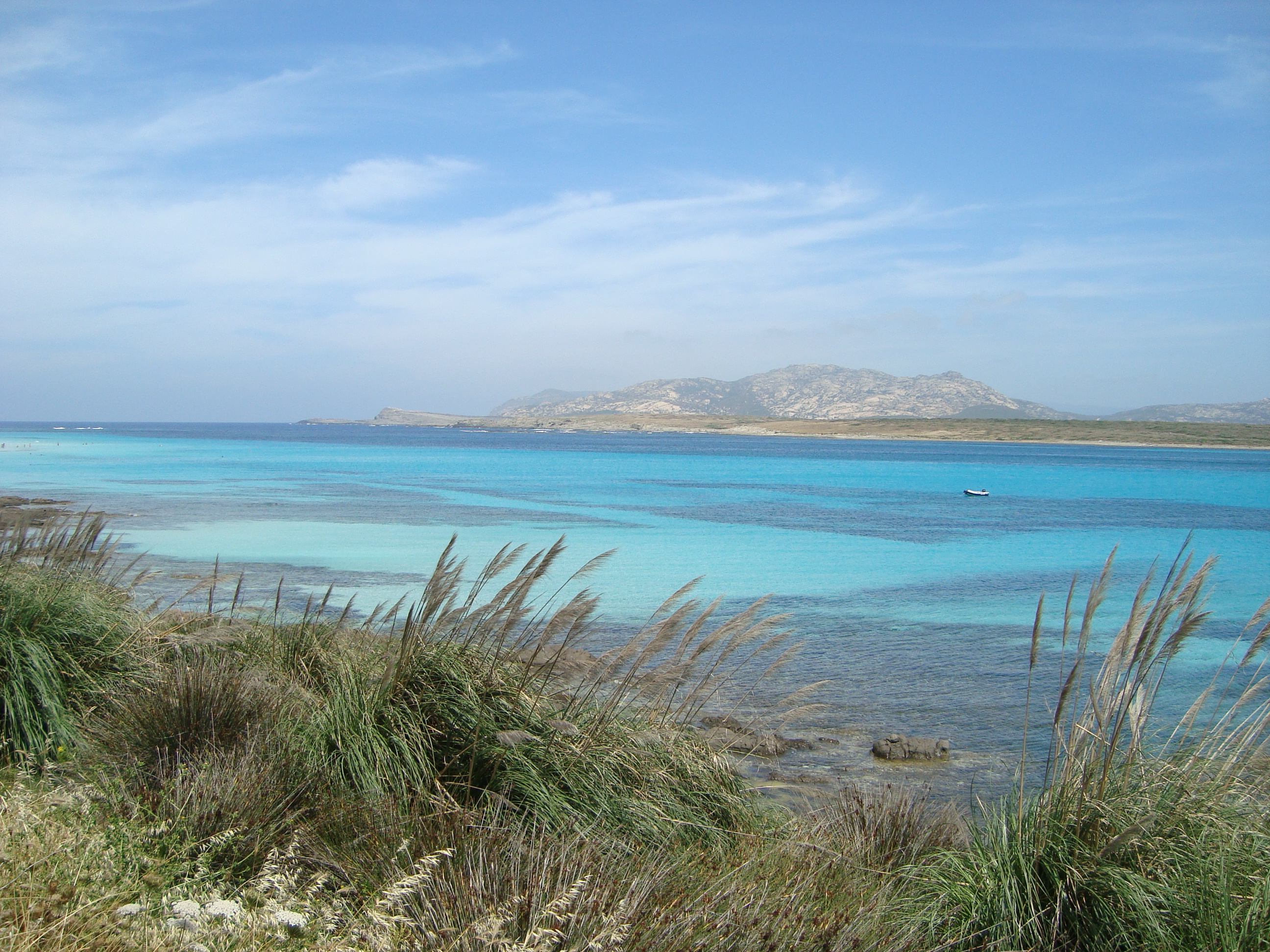
Stintino

## Mapy užívání katalánštiny na Sardinii

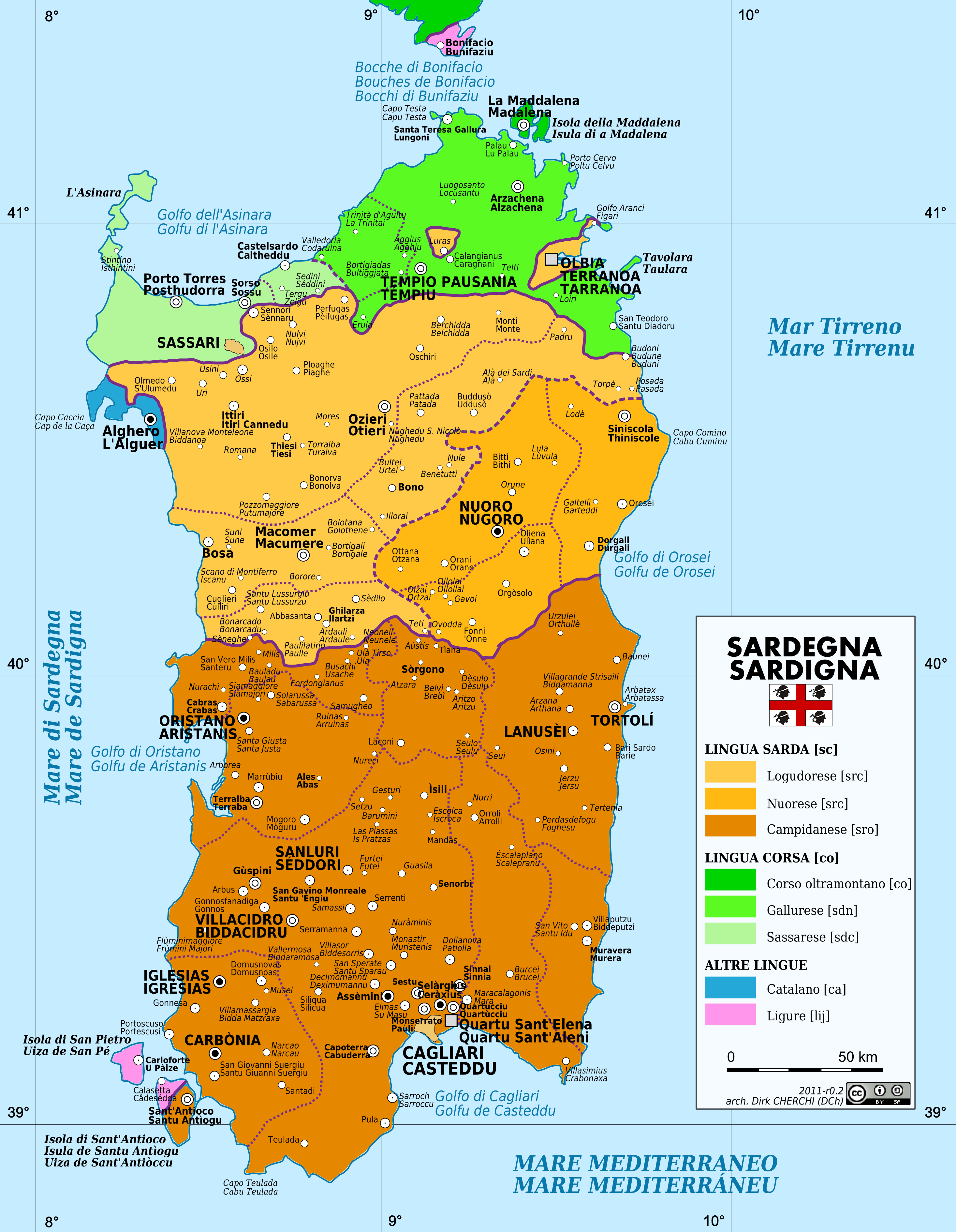
Katalánština na Sardinii (mapa)
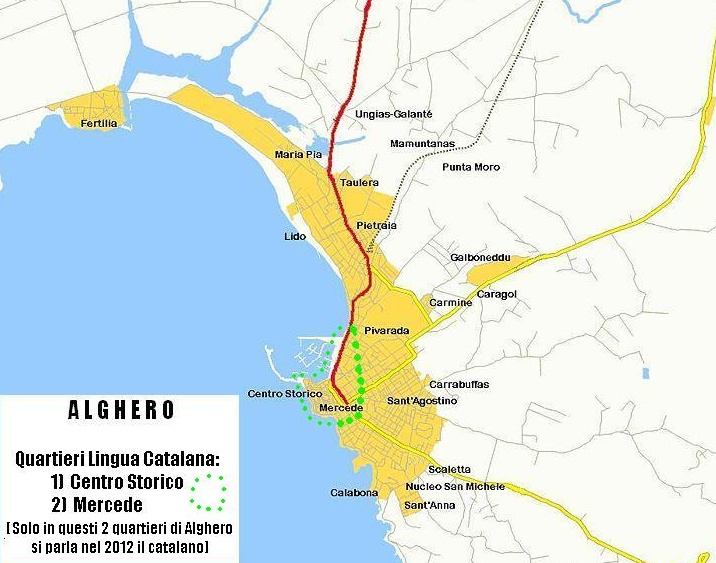
Katalánština na Sardinii